# Kate Warne
Pour les articles homonymes, voir Warne.
Kate Warne (1833 - 28 janvier 1868) est une agente fédérale américaine, surtout connue pour être la première femme détective aux États-Unis.
Elle commence sa carrière en 1856 en travaillant pour la Pinkerton National Detective Agency, une agence privée de détectives et de sécurité.
En 1861, elle infiltre un réseau de conspirateurs sécessionnistes et recueille de nombreux détails confirmant l’existence d’un complot visant à assassiner le président Abraham Lincoln lors d’un voyage en train.
Grâce aux détails fournis par Warne, Lincoln est informé de la conspiration. Il modifie son voyage et arrive sans encombre à Washington pour sa prise de fonction.
Elle sert ensuite dans un bureau secret de renseignement militaire pendant la Guerre de Sécession, 
Après la guerre, elle travaille au sein de l'agence Pinkerton, qui l'emploie pour enquêter sur plusieurs affaires judiciaires très médiatisées, et pour coordonner les activités d'autres détectives féminines de l'agence.

## Biographie

### Avant la Guerre civile. Débuts de la carrière de détective: 1856-1861
On sait très peu de choses sur Kate Warne avant qu'elle commence à travailler pour Allan Pinkerton, sauf qu'elle est née à Erin, dans le comté de Chemung, à New York, et devient veuve à 23 ans. Pinkerton, dans son livre The Spy of the Rebellion (1883), la décrit comme : « [une] personne d’autorité, aux traits nets et expressifs... une femme élancée aux cheveux bruns, gracieuse dans ses mouvements et calme. Ses traits, bien que n'étant pas ce qu'on pourrait appeler élégants, étaient certainement du genre intellectuel... son visage était honnête, ce qui entraînait toute personne en détresse instinctivement à la choisir comme confidente. »
Warne va voir la Pinkerton National Detective Agency en réponse à une petite annonce parue dans un journal local. Quand elle entre dans le bureau de Pinkerton à Chicago, selon les dossiers de la société Pinkerton, voici comment il decrit leur première rencontre : « [il] a été surpris d'apprendre que Kate ne cherchait pas un travail de bureau, mais répondait en fait à une petite annonce pour détectives qu'il avait placée dans un journal de Chicago. À l'époque, un tel concept était presque incroyable. Pinkerton a déclaré: "Ce n'est pas la coutume d'employer des femmes détectives!" Kate a fait valoir son point de vue avec éloquence - soulignant que les femmes pourraient être "très utiles pour extraire des secrets de nombreux endroits, qui seraient hors d'atteinte pour un détective masculin". Une femme pourrait se lier d'amitié avec les épouses et les petites amies de criminels présumés et gagner leur confiance. Les hommes deviennent des fanfarons lorsqu'ils côtoient des femmes qui les encouragent à se vanter. Kate a également fait remarquer que les femmes ont le sens du détail et sont d'excellentes observatrices. »
Les arguments de Warne convainquent Pinkerton, qui fait alors de Warne la première femme détective. Pinkerton a rapidement l'occasion de mettre Warne à l'épreuve. En 1858, Warne est impliquée dans l'affaire de Détournement de fonds à la Adams Express Company: elle réussit à entrer dans la confiance de l'épouse du principal suspect, M. Maroney. Elle acquiert ainsi de précieux éléments de preuve, qui mènent à la condamnation du mari. M. Maroney était un livreur de Montgomery, en Alabama. Les Maroneys ont volé 50 000 $ à la Adams Express Company. Avec l'aide de Warne, 39 515 $ sont rendus. M. Maroney est reconnu coupable et condamné à dix ans de prison à Montgomery (Alabama). En 1860, Allan Pinkerton confie à Warne la responsabilité de son nouveau bureau des femmes détectives.

### Le complot de Baltimore
En 1861, Allan Pinkerton est engagé par Samuel H. Felton, président du Philadelphia, Wilmington and Baltimore Railroad, pour enquêter sur des activités sécessionnistes et des menaces de dommages au chemin de fer du Maryland. Pinkerton commence à travailler en plaçant des agents à divers endroits du Maryland. Au fur et à mesure de l'enquête, il se rend compte que l'activité au Maryland ne se limite pas au chemin de fer : elle vise également le président élu, Abraham Lincoln. Pinkerton reçoit la permission de poursuivre son enquête et de se concentrer sur un éventuel complot d'assassinat. Warne est l'un des cinq agents envoyés à Baltimore, le 3 février 1861, pour enquêter sur ce centre d'activités sécessionnistes.
Au cours de l'enquête, on découvre un complot visant à assassiner Lincoln sur le chemin de son entrée en fonction. Sous les alias de Mrs. Cherry et Mrs. M. Barley (M.B.), Warne suit les mouvements suspects parmi les sécessionnistes de Baltimore. C'est en partie grâce à son travail d'infiltration sous les traits d'« [une] riche dame du sud au fort accent, en visite à Baltimore que, apparemment, Mme Warne a infiltré des réunions sécessionnistes, dans la région de Baltimore, dans des endroits comme le chic Barnum's City Hotel, en se présentant comme une "Southern belle" accorte, et non seulement elle a rapidement pu confirmer qu'il y avait bien un complot pour assassiner Lincoln, elle a appris en détail la façon dont l'assassinat allait se produire. »  Pinkerton a des agents dans tout le Maryland, mais c'est Warne qui fournit les nombreux détails clés qui amènent Pinkerton à croire que le complot est imminent. Warne s'est liée d'amitié avec des sécessionnistes du Maryland et a recueilli de nombreux détails sur le complot visant à assassiner Lincoln.
Le président élu, Abraham Lincoln, voyageait de son domicile à Springfield (Illinois) vers la capitale par un tour en train, qui devait s'arrêter dans les villes notables en cours de route. Son programme officiel montre que la dernière étape de son voyage va de Harrisburg, Pennsylvanie, à Washington, DC. En raison de la configuration du système ferroviaire, tous les trains en direction du sud doivent faire un transfert à Baltimore, Maryland. La gare pour la direction nord est située à Calvert Street et la gare pour la direction sud se trouve à Camden Street (c'est actuellement la gare de Camden Yards). La distance entre ces deux gare est d'environ un mile.
Le complot sécessionniste pour tuer Lincoln est le suivant : « juste au moment où M. Lincoln passerait par l'étroit vestibule du Dépôt à Calvert St. Station, avant d'entrer dans sa voiture. Une dispute ou un combat devait être déclenché par quelques personnes ; les quelques policiers du Dépôt se précipiteraient pour y mettre fin, laissant ainsi M. Lincoln sans aucune protection, à la merci d'une foule de sécessionnistes qui devaient l'entourer à ce moment-là. Un petit paquebot avait été affrété et attendait dans l'une des anses ou petits ruisseaux qui affluaient dans la baie de Chesapeake, les meurtriers devaient y fuir et il devait immédiatement lever l'ancre pour la Virginie. » Après avoir pris connaissance de l'ensemble du complot, Pinkerton ordonne à Kate Warne de prendre le train du soir à 5 h 10 pour New York le 18 février. Une fois sur place, elle doit organiser une réunion avec Norman B. Judd et lui remettre une lettre de Pinkerton décrivant en détail ce que l'on sait de la tentative d'assassinat. Après avoir reçu les détails du complot des mains de Warne, Judd organise une réunion entre lui-même, Pinkerton et Lincoln le 21 février. Lors de cette réunion, Lincoln doute de l'existence d'un complot d'assassinat et se demande, si, même si un tel complot existait, il devrait être pris au sérieux.
Cependant, une deuxième source confirme le complot ; une information transmise par le biais de Frederick William Seward, le fils de William Henry Seward (le secrétaire d'État désigné). Lincoln admet alors que la menace est suffisamment plausible pour agir. Il décide d'éviter tout danger là où ce n'est pas nécessaire ; cependant, il refuse d'annuler ses projets à Harrisburg. Son programme comporte : prononcer trois discours, hisser le drapeau américain au Independence Hall et assister à un dîner de convives prestigieux.
L'horaire des trains est modifié en conséquence et permet à Lincoln de réaliser son programme à Harrisburg. Ce n'est qu'à 17 h 45 qu'il y a un changement. John George Nicolay, le secrétaire privé de Lincoln, interrompt le dîner pour permettre au président élu de s'en aller. Lincoln s'habille ensuite en vêtements de voyage. Il porte un châle au bras comme s'il était invalide. Pinkerton, quant à lui, coupe momentanément les lignes télégraphiques pour empêcher qu'on apprenne le changement dans le calendrier de Lincoln. À la gare, Warne entre dans le wagon-lit par l'arrière avec Pinkerton, Ward Hill Lamon et Lincoln, toujours déguisé.[réf. nécessaire]
De Harrisburg, Abraham Lincoln se rend à Philadelphie par un train spécial de la Pennsylvania Railroad. De Philadelphie, il va à Baltimore par un train spécial de la compagnie Philadelphia, Wilmington and Baltimore ; il arrive dans la nuit du 22 au 23 février. On dit que Kate Warne n'a pas dormi de tout le voyage d'une nuit de Pennsylvanie à Washington DC. Les déguisements fournis par Warne cette nuit-là ont permis à Lincoln d'arriver a Baltimore sans être reconnu et de prendre son poste à la Maison-Blanche. Pinkerton aurait conçu le slogan de son agence « Nous ne dormons jamais » à la suite de la garde de Warne sur Lincoln cette nuit-là,.

### Guerre civile: travail d'espionnage pour l'Union, 1861–1865

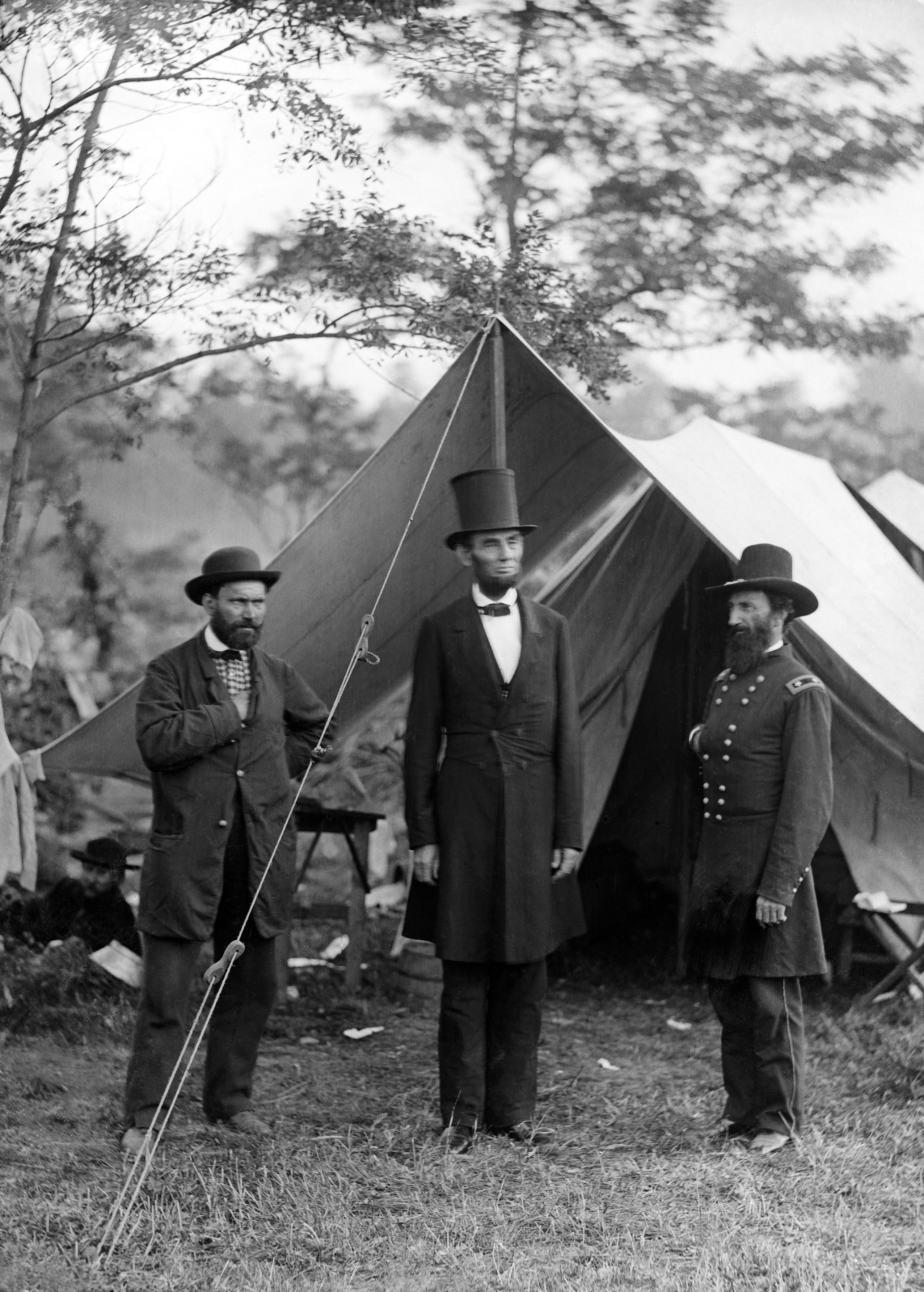
Pendant la guerre civile américaine, Kate Warne a voyagé avec son patron, Allan Pinkerton, pour rencontrer la division Ohio du général George McClellan. Cette photo montre Pinkerton et le président Lincoln à la bataille d'Antietam en 1862.

Pendant la Guerre de Sécession, Allan Pinkerton et Kate Warne servent dans un bureau secret de renseignement militaire. Warne peut facilement participer a des rassemblements sociaux dans le Sud des États-Unis. Parfois considérée comme la maîtresse de Pinkerton, Warne se fait souvent passer pour sa femme lorsqu'ils sont en mission. On lui connaît beaucoup d'alias : Kay Warne, Kay Waren, Kay Warren, Kate Warne, Kate Waren, Kate Warren, Kitty Warne, Kitty Waren, Kitty Warren, Kittie Waren, Kittie Warne et Kittie Warren.[réf. nécessaire]
Après la tentative d'assassinat manquée contre le président élu Abraham Lincoln, Kate Warne continue à voyager avec Allan Pinkerton en tant que surintendante des détectives. Le 12 avril 1861, les canons des États confédérés d'Amérique ont commencé à tirer sur le Fort Sumter à Charleston, marquant le début de la Guerre de Sécession. Neuf jours plus tard, Pinkerton écrit au président Lincoln pour lui offrir les services de la Pinkerton National Detective Agency. Cependant, avant que Lincoln ne puisse répondre, le major-général George McClellan demande à Pinkerton de mettre en place un service de renseignement militaire. Par conséquent, à la fin de juillet 1861, Pinkerton emmène Warne, Timothy Webster et plus tard George Bangs établir un quartier général à Cincinnati, Ohio, pour suivre la division Ohio de McClellan.

### Après la guerre civile: l'espionnage continue (1865-1867)
Après la guerre civile, Kate Warne travaille sur divers cas très médiatisés. L'un d'eux concerne le meurtre d'un employé de banque, George Gordon, le meurtrier s’étant emparé de 130 000 $. Grâce à son enquête, Pinkerton identifie un suspect, Alexander P. Drysdale. Cependant, il n'a pas suffisamment de preuves pour le faire condamner. Par conséquent, il tend un piège à Drysdale afin d'obtenir des aveux. Warne est envoyée sous le nom de Mme Potter et devient une amie proche de la femme de Drysdale. Grâce à cette stratégie, ils peuvent découvrir où Drysdale a caché l'argent volé.
Un autre cas pour lequel Kate Warne a changé d’identité a été provoqué par un certain Captain Sumner, convaincu que sa sœur, Mme Annie Thayer et un M. Pattmore tentaient d'empoisonner Mme Pattmore et lui-même. Warne prend le nom de Lucille et adopte le rôle d'une diseuse de bonne aventure pour essayer d'obtenir des informations de la bouche des confidents du suspect.
Entre-temps, elle continue a coordonner les autres détectives féminines de Pinkerton au sein de l'agence. Pinkerton loue un espace pour Warne afin qu'elle puisse travailler comme elle le souhaite. D’après Allan Pinkerton, Kate Warne est l'un des cinq meilleurs détectives qu'il employait. Son emploi chez Pinkerton est un moment important pour l'histoire des femmes. Celles-ci n'ont pu faire partie des forces de police qu'en 1891 et n'ont pu devenir officières qu'en 1910. Pinkerton remercie spécifiquement Kate Warne et Timothy Webster dans ses mémoires. Warne et Webster ont tous deux été des agents clés lors des enquêtes sur le complot de Baltimore,. Pinkerton disait aux femmes qui voulaient entrer dans son agence : « Dans mon service, vous servirez mieux votre pays que sur le terrain. J'ai plusieurs femmes qui travaillent ici. Si vous acceptez de monter à bord, vous irez vous entraîner avec la chef de mes détectives féminines, Kate Warne. Elle ne m'a jamais déçu. »

### Enterrement
Warne a été enterrée dans la parcelle de la famille Pinkerton au cimetière de Graceland, Chicago, Illinois. Sa pierre tombale porte le nom de famille mal orthographié de « Warn », et déclare qu'elle est morte de "congestion des poumons".

## Dans la culture populaire
Martha MacIsaac a joué le rôle de Kate Warne dans la série télévisée canadienne The Pinkertons.